# Comissão Juncker
Comissão Juncker foi a Comissão Europeia presidida por Jean-Claude Juncker, sucessora da Comissão Barroso, e que esteve em função entre novembro de 2014 e 2019. Era composta por:
|                                                                                                   | Nome                  | Retrato | Cargo                                                                        | Estado          | Partido                    |
| ------------------------------------------------------------------------------------------------- | --------------------- | ------- | ---------------------------------------------------------------------------- | --------------- | -------------------------- |
|                                                                                                   | Jean-Claude Juncker   |         | Presidente                                                                   | Luxemburgo      | PPE Nacional: CSV          |
|                                                                                                   | Frans Timmermans      |         | Primeiro vice-presidente                                                     | Países Baixos   | PSE Nacional: PvdA         |
| Melhor Regulação, Relações Inter-Institucionais, Império da Lei e Carta dos Direitos Fundamentais | Frans Timmermans      |         |                                                                              | Países Baixos   | PSE Nacional: PvdA         |
|                                                                                                   | Kristalina Georgieva  |         | Vice-presidente                                                              | Bulgária        | PPE Nacional: Independente |
| Orçamento e Recursos Humanos                                                                      | Kristalina Georgieva  |         |                                                                              | Bulgária        | PPE Nacional: Independente |
|                                                                                                   | Violeta Bulc          |         | Vice-presidente                                                              | Eslovénia       | ALDENacional: SMC          |
| União Energética                                                                                  | Violeta Bulc          |         |                                                                              | Eslovénia       | ALDENacional: SMC          |
|                                                                                                   | Jyrki Katainen        |         | Vice-presidente                                                              | Finlândia       | PPE Nacional: KOK          |
| Emprego, Crescimento, Investimento e Competitividade                                              | Jyrki Katainen        |         |                                                                              | Finlândia       | PPE Nacional: KOK          |
|                                                                                                   | Valdis Dombrovskis    |         | Vice-presidente                                                              | Letónia         | PPE Nacional: V            |
| Euro e do Diálogo Social                                                                          | Valdis Dombrovskis    |         |                                                                              | Letónia         | PPE Nacional: V            |
|                                                                                                   | Andrus Ansip          |         | Vice-presidente                                                              | Estónia         | ALDE Nacional: Reform      |
| Mercado Único Digital                                                                             | Andrus Ansip          |         |                                                                              | Estónia         | ALDE Nacional: Reform      |
|                                                                                                   | Federica Mogherini    |         | Vice-presidente                                                              | Itália          | PSE Nacional: PD           |
| Negócios Estrangeiros e Política de Segurança                                                     | Federica Mogherini    |         |                                                                              | Itália          | PSE Nacional: PD           |
|                                                                                                   | Věra Jourová          |         | Justiça, Consumidores e Igualdade de Género                                  | República Checa | ALDE Nacional: ANO         |
|                                                                                                   | Günther Oettinger     |         | Economia Digital e Sociedade                                                 | Alemanha        | PPE Nacional: CDU          |
|                                                                                                   | Pierre Moscovici      |         | Assuntos Económicos e Financeiros, Fiscalidade e Alfândegas                  | França          | PSE Nacional: PS           |
|                                                                                                   | Marianne Thyssen      |         | Emprego, Assuntos Sociais, Competências e Mobilidade de Emprego              | Bélgica         | PPE Nacional: CD&V         |
|                                                                                                   | Corina Crețu          |         | Política Regional                                                            | Roménia         | PSE Nacional: PSD          |
|                                                                                                   | Johannes Hahn         |         | Política Europeia de Vizinhança e Negociações de Alargamento                 | Áustria         | PPE Nacional: ÖVP          |
|                                                                                                   | Dimitris Avramopoulos |         | Assuntos Internos                                                            | Grécia          | PPE Nacional: ND           |
|                                                                                                   | Vytenis Andriukaitis  |         | Saúde e Segurança Alimentar                                                  | Lituânia        | PSE Nacional: SDP          |
|                                                                                                   | Jonathan Hill         |         | Estabilidade Financeira, Serviços Financeiros e Mercado de Capitais da União | Reino Unido     | RCE Nacional: Conservative |
|                                                                                                   | Elżbieta Bieńkowska   |         | Mercado Interno Indústria, Empreendedorismo e PMEs                           | Polónia         | PPE Nacional: PO           |
|                                                                                                   | Miguel Arias Cañete   |         | Ação Climática e Energia                                                     | Espanha         | PPE Nacional: PP           |
|                                                                                                   | Neven Mimica          |         | Cooperação Internacional e Desenvolvimento                                   | Croácia         | PSE Nacional: SDP          |
|                                                                                                   | Margrethe Vestager    |         | Competição                                                                   | Dinamarca       | ALDE Nacional: RV          |
|                                                                                                   | Maroš Šefčovič        |         | Transportes e Espaço                                                         | Eslováquia      | PSE Nacional: Smer-SD      |
|                                                                                                   | Cecilia Malmström     |         | Comércio                                                                     | Suécia          | ALDE Nacional: FP          |
|                                                                                                   | Karmenu Vella         |         | Ambiente, Assuntos do Mar e Pescas                                           | Malta           | PSE Nacional: PL           |
|                                                                                                   | Tibor Navracsics      |         | Educação, Cultura, Juventude and Cidadania                                   | Hungria         | PPE Nacional: Fidesz       |
|                                                                                                   | Carlos Moedas         |         | Investigação, Inovação e Ciência                                             | Portugal        | PPE Nacional: PSD          |
|                                                                                                   | Phil Hogan            |         | Agricultura e Desenvolvimento Rural                                          | Irlanda         | PPE Nacional: FG           |
|                                                                                                   | Christos Stylianides  |         | Ajuda Humanitária e Gestão de Crises                                         | Chipre          | PPE Nacional: DISY         |